# Alfonso Carinci

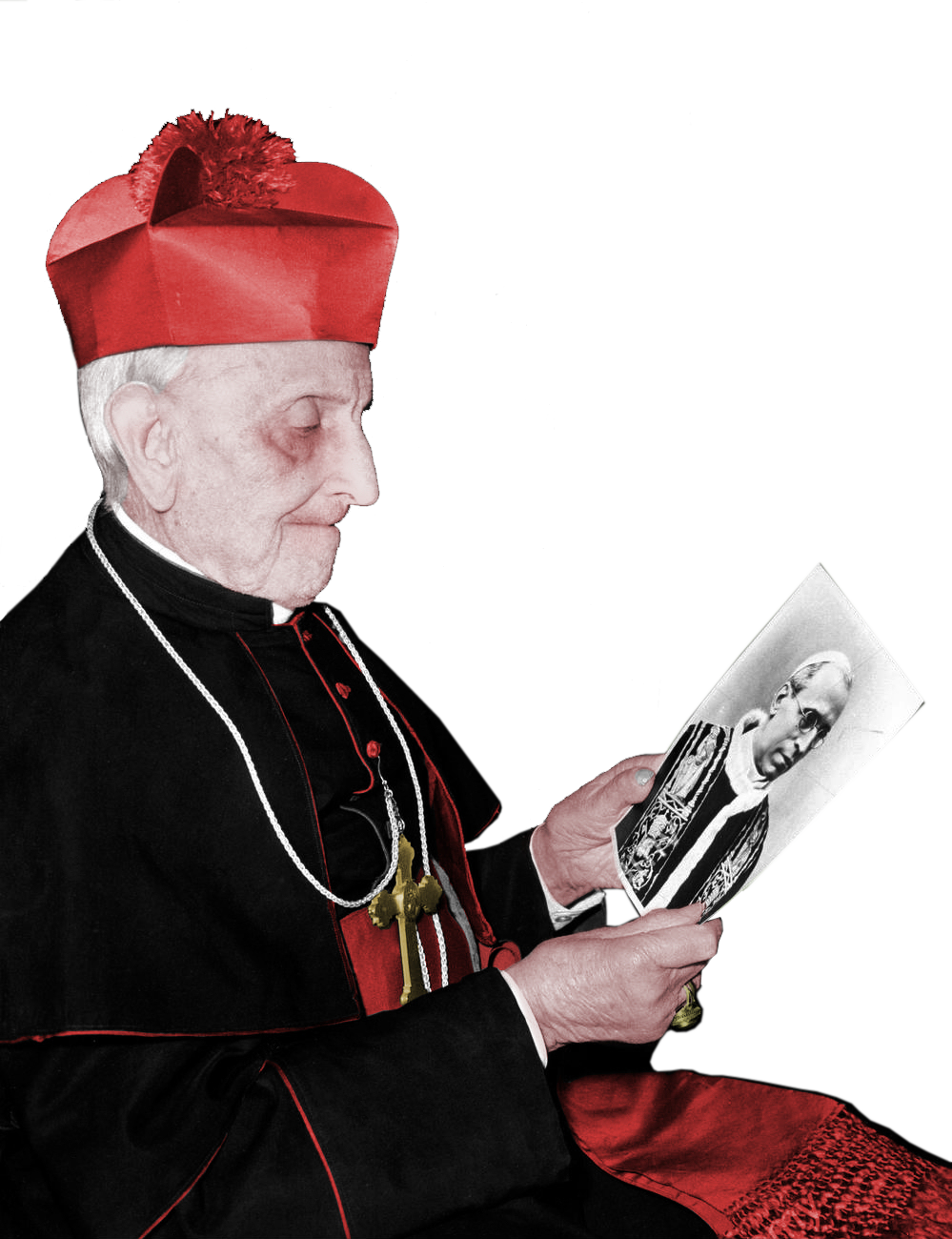
Erzbischof Alfonso Carinci

Alfonso Carinci (* 9. Januar 1862 in Rom; † 6. November 1963) war römisch-katholischer Kurienerzbischof. Als achtjähriger Messdiener erlebte er das Erste Vatikanische Konzil, als nahezu Hundertjähriger nahm er an der Eröffnung des Zweiten Vatikanischen Konzils teil.

## Leben
Alfonso Carinci war Seminarist am Almo Collegio Capranica und empfing am 19. Dezember 1885 das Sakrament der Priesterweihe. Von 1911 bis 1930 war er Rektor des Almo Collegio Capranica.
Am 15. Dezember 1945 wurde er von Papst Pius XII. zum Titularerzbischof von Seleucia in Isauria ernannt und zum Sekretär der Heiligen Ritenkongregation bestellt. Die Bischofsweihe spendete ihm am 6. Januar 1946 der Präfekt der Heiligen Ritenkongregation Carlo Kardinal Salotti; Mitkonsekratoren waren der Bischof von Veroli, Emilio Baroncelli, sowie der Weihbischof in Rom und spätere Kardinal Luigi Traglia. Ebenfalls im Jahr 1945 soll ihm Papst Pius XII. angeboten haben, ihn zum Kardinal zu erheben, doch soll er wegen seines fortgeschrittenen Alters mit der Begründung abgelehnt haben, „in meinem Alter“ seien die Ausgaben für die Kardinalskleidung „überflüssig“.
1960 wurde seinem Rücktrittsgesuch durch Johannes XXIII. stattgegeben.
Er starb einige Wochen nach seinem 101. Geburtstag im Ospedale Fatebenefratelli auf der Tiberinsel in Rom.